# Крчма на патот за Европа
Крчма на патот за Европа (прев. Крчма на путу за Европу) је македонски филм из 2005. године, који је режирао Младен Крстевски.

## Улоге
| Глумац                    | Улоге        |
| ------------------------- | ------------ |
| Весна Димитровска         | Сара         |
| Васил Зафирчев            | учитељ Ђерђи |
| Младен Крстевски          | Содо         |
| Јорданчо Чевревски        | Прокол       |
| Благоја Спиркоски Џумерко | Авросија     |
| Кирил Гравчев             | Воскресиј    |
| Кица Ивковска-Вељановска  | Вера         |
| Милан Чичевски            | Николича     |
| Горан Илић                | Јанкула      |
| Георги Бисерков           | Коста        |
| Благоја Чоревски          | Бергерач     |
| Сабина Ајрула             | Султана      |
| Илко Стефановски          | Ангел        |
| Атила Клинче              | Перко        |
| Салаетин Билал            | Ристе        |
| Мустафа Јашар             | Дуко         |
| Елјеса Касо               | Јован        |
| Гоце Влахов               |              |
| Самоил Стојановски        |              |
| Ердоан Максут             |              |